# ضرعاء رأس الرجاء
ضرعاء رأس الرجاء (الاسم العلمي:Mammillaria capensis) هي نوع نباتي يتبع جنس الضرعاء من فصيلة الصبارية.